# Marquesado de Santiago de Oropesa
El marquesado de Santiago de Oropesa es un título nobiliario español de carácter hereditario que fue concedido en el Virreinato del Perú por el rey Felipe III de España el 1 de marzo de 1614 para Ana María Lorenza de Loyola, noble inca, Coya, nieta de Sayri Túpac Inca, inca de Vilcabamba y por ello descendiente de la dinastía real incaica por línea femenina. Su descendencia emparentó con las principales familias nobles de España. Implicaba el mayorazgo del Valle de Yucay, mayorazgo de Oropesa o señorío de Yucay.
Fue junto con el ducado de Veragua, el ducado de Atrisco, el marquesado del Valle de Oaxaca todos en Nueva España y el marquesado del Valle de Tojo en la región de Jujuy, antiguo Virreinato del Río de la Plata, los únicos señoríos plenos en América.

## Historia
El antecedente histórico de este título nobiliario es el repartimiento de tierras en el Cuzco que recibió Sayri Túpac, inca de Vilcabamba, como hijo de Manco Inca Yupanqui y nieto de Huayna Cápac por parte del virrey Andrés Hurtado de Mendoza, marqués de Cañete, cuando Sayri Túpac salió de su refugio a finales de 1557 y en 1560 el soberano Sayri Túpac Inca renunciaría, en el Tratado de Acobamba ante el Virrey del Perú, a sus derechos al “Imperio del Perú” (una manera occidental de referirse a los 4 Suyos), en favor del rey Felipe II de España y de sus sucesores a cambio de una Encomienda y otros privilegios señoriales (Mayorazgo). Dentro de estas propiedades otorgadas, se encontró el Valle de Yucay, así como tierras cerca de Oropesa, al sureste de la ciudad del Cuzco, además de otras posesiones.

“Si bien Titu Cusi estaba aceptando el gobierno y la religión de la monarquía española, a cambio de ello resultaría ser un hombre rico y poderoso, pues Yucay generaba importantes ingresos económicos, procedentes especialmente del cultivo del maíz”
Cattan, 2011

Radicado en el Cuzco, Sayri Túpac casó con su hermana la coya María Cusi Huarcay, de la que tuvo como única hija a Beatriz Clara Coya (que también sería nieta de Manco Inca), que heredó sus bienes al morir en 1560. Tras varias negociaciones, Beatriz fue casada hacia 1590 con Martín García Oñez de Loyola, capitán general de Chile, señor de la Casa de Loyola y sobrino nieto de san Ignacio de Loyola (fundador de la Orden jesuita durante la Contrarreforma católica). Fueron padres de Ana María Lorenza de Loyola Coya, que siendo niña quedó huérfana, y fue enviada a España para ser criada por su familia paterna.
Hacia el año 1611, Ana María contrajo matrimonio con Juan Enríquez de Borja, hijo de Álvaro de Borja y Aragón (de la Casa de Gandía), y de Elvira Enríquez de Almansa, V marquesa de Alcañices. Con la participación de su influyente esposo, Ana María obtuvo, del rey Felipe III de España, el Marquesado de Santiago de Oropesa, por Real cédula del 1 de marzo de 1614, además de la dignidad de Adelantada del Valle de Yucay (Señorío de Yucay). Esto fue hecho como retribución a los daños y perjuicios que sufrieron sus antepasados, los "Emperadores y Reyes Incas", por culpa del mal accionar de algunos de los súbditos del Rey de España en la Conquista del Perú. A su vez, el rey de España la declaró «legítima heredera del Imperio de los Incas«. Pudo haber ayudado, a la magnanimidad de la donación de este título, la unión con los Borja, que eran grandes de España, parientes cercanos del duque de Lerma, valido del rey y en sí mismo la familia más poderosa en todo el imperio español, quienes hicieron todo lo posible por persuadir al Rey de España con una narración histórica de que la familia de los Incas de Vilcabamba habían sufrido vejaciones por algunos malos súbditos (algunos conquistadores y funcionarios coloniales) y merecían justicia digna de su estirpe imperial. Este no era cualquier título nobiliario, pues tenía un rango especial de dominio señorial (siendo un Feudo autónomo de la Monarquía), por el que las tierras de Maras, Yucay, Urubamba y Huayllabamba, así como las haciendas de Coya, Chinchero, Pucará, Quipa, Jaquijahuana, Canco, Gualla, etc, poseían autonomía y estaban fuera del dominio directo del Rey de España (incluido sus virreyes) hasta que quedase extinto el linaje de la "Infanta del Perú". Sus dominios quedarían entonces libres de impuestos, así como del control del gobierno del Virreinato del Perú, haciendo que los funcionarios (encargados de su administración y justicia) en ese territorio sean designados por los mismos marqueses y no por otra autoridad.
Mientras la familia "De Loyola-Borja Inca" radicaba en España, el marquesado en Perú fue administrado por la familia de los caciques-gobernadores, Chiguantopa Inga (de la panaca de Lloque Yupanqui). Cuando la última de este linaje, la marquesa Doña María de la Almudena Enríquez de Cabrera, muriese el 31 de julio de 1741, este título quedaría retenido por la Corona Española. Por una real cédula del 16 de octubre de 1744, se ordenó que el territorio del Marquesado en Perú fuese administrado por la Real Hacienda, sin perjuicio del que tuviese derecho de propiedad y posesión.
Sin embargo, inmediatamente después surgieron personas que demandaron la reclamación del título, apelando que poseían algún parentesco cercano o lejano con la última titular. Figuraban tanto pretendientes indianos (como Juan Bustamante Carlos Inca, Domingo Uchu Ampuero Inca, María Joaquina Uchu Inca y Diego Felipe Betancur Túpac Amaru), como pretendientes españoles (como Antonio Francisco de Idiáquez, Manuel de Osorio, Francisco de Osorio, Francisco de Pimentel Borja, Francisco de Borja y Joaquín de Enríquez). Sin embargo, la Corona Española rechazó todos los alegatos de estos reclamantes, porque el título estaba ligado al linaje de Doña Ana María (1° titular), osease, a la familia "De Loyola-Borja Inca" que había quedado totalmente extinta, en tanto que una condición para este título es que solo podía ser detentado por un descendiente de la primera marquesa (pues tenía que correr sangre real inca), cosa que no cumplían los duques de Granada y Ega (familiares más cercanos de Doña María).

### Importancia histórica del título
La importancia del título de marques de Oropesa es por su gran valor simbólico (sobre todo para el campesinado andino y los funcionarios españoles de la época colonial), ya que el titular de dicho marquesado sería considerado por las autoridades como el legítimo heredero del poder imperial incaico de los Reyes del Perú (y con ello, herederos de un hipotético Tahuantinsuyo restaurado a Sapa Incas independientes), puesto que el propietario de este título lo poseía explícitamente por haber cedido al Rey de España (bajo el principio del “Translatio Imperii”) la soberanía sobre el resto del Perú, mientras que conservaba esa soberanía en las tierras correspondientes del marquesado, siendo a su vez un feudo autónomo dentro de la Monarquía Hispánica (volviéndose en la teoría un caso único en toda América, y excepcional en el imperio al estar creciendo el poder del rey contra los señores feudales de la Monarquía tradicional). Lo que implicaba que legalmente el Tahuantinsuyo aún existía en ese pequeño feudo que mantuvo las instituciones incas intactas y solo estaba bajo un Protectorado español. Por esta razón, los mantenían a sus propietarios en Europa (para que en la práctica sea un feudo sometido al Estado español), siendo entonces un título nobiliario de Castilla con Mayorazgo de Oropesa, expedida por el rey Felipe III de la Casa de Austria en favor de Doña Ana María de Loyola Coya Inca (nieta de Tupac Amarú I por un matrimonio entre Martín García de Loyola y Beatriz Clara Coya). Fue el único título nobiliario concedido por la Corona de Castilla directamente a los descendientes de Huayna Capác (pues estos títulos de Castilla solían ser para la nobleza criolla), en este caso a la Panaca de la Casa Real de Manco Inca (Casa Real de Vilcambamba), como retribución y reconocimiento de su "linaje imperial", al servir como compensación por su renuncia pacífica de está familia a la soberanía del Estado neoinca de Vilcabamba (que reclamaba en el papel el control de todo el Perú). Esto fue acordado en el Tratado de Acobamba, cuando el soberano Sayri Túpac Inca renunció ante el Virrey del Perú, en favor del rey Felipe II, a sus derechos al “Imperio del Perú” (siendo los Reynos del Perú la traducción española y entendimiento occidental del Imperio los 4 Suyos) a cambio de privilegios señoriales. Por lo que el titular del marquesado era reconocido automáticamente como el más importante de entre toda la nobleza Inca bajo la concepción europea, es decir que poseían la "primogenitura imperial" (razón por la cual en la Corte del Rey los conocían como los "Infantes del Perú" ), mientras que para el resto de panacas incaicas eran un Primus inter pares entre ellos.
Estos nobles, al emparentarse con la aristocracia española, se convirtieron en los descendientes legítimos de los soberanos Huayna Cápac, Manco Inca, Sayri Túpac Inca, Alfonso XI de Castilla, Juan II de Aragón, Sancho VI de Navarra, Alfonso V de León y del Papa Alejandro VI (Casa de Borja), acumulando más poder, así como por emparentarse con la Casa de Loyola (y con San Ignacio de Loyola), ganándose el favor constante de los Jesuitas, como de la Monarquía Española al estar emparentados con la Casa de Trastámara. El titular del marquesado recibía el tratamiento protocolar de "Su Ilustrísima" o "Ilustrísimo Señor". Por lo que pertenecía a un rango medio-alto dentro del sistema nobiliario español. Además, el titular recibía una renta de 10.000 ducados de oro (aproximadamente 270.000 €), y como el título tenía vinculado el Mayorazgo de Oropesa, se le concedía la potestad señorial de dominio sobre las ricas tierras de Maras, Yucay, Urubamba y Huayllabamba, siendo así que el título llevaba ipso facto la concesión de un mayorazgo en el fértil valle del Vilcanota y era la prueba decisiva para la sucesión en un supuesto trono inca. Para que alguien pudiese ostentar el título de Marqués de Santiago de Oropesa, debía probar ante la Corona su parentesco con el soberano Inca de Vilcabamba (Sayri Túpac) tanto directamente o de manera colateral, o en última instancia su parentesco con los “Loyola y Borja”. Para cuando quedó extinta la sucesión, se percibió como un gran alivio para los Borbones (más centralistas que los Habsburgos) contra lo que se percibía era un insulto a su entendimiento afrancesado y regalista de la soberanía del Rey para afianzar el Absolutismo español. Frente a ello, a lo largo de la historia virreinal, numerosos personajes quisieron obtener este codiciado título nobiliario de Castilla por diversos motivos, sobre todo cuando la marquesa María de la Almudena Enríquez de Cabrera muriese el 31 de julio de 1741, quedando el título retenido por la Corona española (hasta que María del Carmen Azlor de Aragón y Guillamas obtuviera la sucesión en el siglo XX). Así, personajes como José Gabriel Túpac Amaru (conocido mayormente como "Tupac Amarú II"), Juan Bustamante Carlos Inca (descendiente de Paullu Inca y Gentilhombre de la corte de Fernando VI de España), Antonio de Idiáquez, Domingo Uchu Ampuero Inca (padre de Dionisio Inca Yupanqui, partícipe de las Cortes de Cádiz) y Diego Felipe Betancur Túpac Amaru, había pretendido apoderarse del señorío. Para iniciar este proceso de probanza, que podía durar muchos años (y que además traía consigo muchos gastos) primero uno debía de ser reconocido como descendiente legítimos del soberano Sayri Tupac por vía patrilineal, siendo así un miembro certificado del Ayllu Real de los Incas por el Consejo de los 24 Electores Incas del Cuzco. Fue tal el interés por este título, que incluso tras la Independencia del Perú, en el año de 1860, apareció en escena Don Manuel Laza Ladrón de Guevara (un sargento del Ejército del Perú) solicitando al Congreso de la República del Perú que se le entregara el Mayorazgo de Oropesa.
Durante su existencia, miembros de la Nobleza incaica consideraban que el Mayorazgo de Oropesa era poca compensación para lo que fue la entrega del extenso Imperio Incaico; sin embargo, había consenso de que la legitimidad de la soberanía del Rey de España no podía ponerse en discusión por ser justa dentro de la concepción católica (Escolástica) del Derecho natural:

"sí, solamente el maiorazgo antiguo y estado de Oropesa, que es lo mismo que una gota de agua respecto del mar y un grano de mostaza a un troje o depósito de ella. Así pues, debemos de entender que haviendo sido mis reales pasados dueños y señores lejítimos de aquel imperio del Perú, que comprehende más de 2M leguas, que al presente domina[n] dignamente por la piedad y permisión de Dios los señores católicos reies de España, por la cesión y renuncia que hicieron mis padres, abuelos y tíos abuelos; nos contentamos con la gota de agua y grano de mostaza del corto recinto de dicho estado y maiorazgo de Oropesa, que no tiene de circunbalación de tres a quatro leguas en los quatro lugares que ay, como es notorio. [Comentario al margen:] Yo, como natural del Cuzco, he visto y andado todos los lugares que compone este estado de Oropessa."
Juan Bustamante Carlos Inca, AHN, Consejos, 20161, Pza. 16, f. 2.

El acontecimiento histórico más famoso en la Historia del Perú (con relación al litigio por el Marquesado de Oropesa) fue la Rebelión de Túpac Amaru II, quien previó a comenzar su revolución en 1780, había entrado el ayllu Jose Gabriel Condorcanqui (futuro líder de la gran rebelión) en una disputa con el ayllu de Diego Felipe Betancur Túpac Amarú (quienes tenían aspiraciones con reclamar el codiciado Marquesado de Santiago de Oropesa, arguyendo que su madre Doña Manuela Túpac Amaru Arce era hija de un tal Lucas Túpac Amaru, que supuestamente descendía de Túpac Amaru I) por el que estos últimos habían denunciado a José Gabriel de ser un cacique impostor, pidiendo que se le retiren todos los cargos y privilegios que el poseyera como noble indígena, además de exigir que presente su partida de bautizo y el de sus antepasados como defensa.Previamente, los Betancur le habrían tendido una trampa a José Gabriel, a través de un tal Vicente José García (capitán español muy letrado, y esposo de la nieta de Diego Felipe, María Gertrudis Avendaño Betancur-Túpac Amaru, por tanto, yerno de su hijo, Felipe Betancur Túpac Amaru) había ido a Pampamarca y, a través de engaños (autonombrándose apoderado del Consejo de los 24 nobles electores Incas del Cusco), logró extraer de la parroquia varias partidas de nacimiento, bautizo y casamiento de los Túpac Amaru, a su vez que manipuló y falsificó información en favor de su suegro. Dándose cuenta de que los Betancur le habían tendido una trampa, además de que contaban con apoyo de importantes funcionarios del Cuzco, puesto que muchos eran amigos o familiares de Felipe a través del matrimonio de sus hijos con criollos, haciendo que Diego Felipe lograra ser admitido en el Consejo de nobles electores del Cusco (como un 2° representante de la panaca de Huayna Cápac y a la espera de ser elegido Alférez Real Inca). Fue así que José Gabriel decidió acudir a la Real Audiencia de Lima, esperando encontrar allí justicia. Sin embargo, ambas familias perdieron mucho, tanto su honor (ya que ambos quedarían con la infamia de usurpadores a largo plazo), como grandes sumas de dinero en juristas, genealogistas, apoderados y heraldos. El mismo cacique don José Gabriel Condorcanqui contrajo una deuda de aproximada de 8000 pesos en Lima. Actualmente mucho se especula sobre cual habría sido el resultado, pero a ciencia cierta, la Real Audiencia nunca emitió un veredicto final en favor de ninguno de los litigantes, aunado a que los documentos del proceso fueron destruidos casi en su totalidad tras la Gran Rebelión de 1780. Según los historiadores Tomson y Lewin, las autoridades españolas de la Real Audiencia de Lima podrían haber ralentizado el proceso, por causa de un temor en que los litigantes (Túpac Amaru y Betancur), de lograr el reconocimiento jurídico del linaje que se atribuían como descendientes de Túpac Amaru I, entonces fuesen a reclamar la herencia del Marquesado de Santiago de Oropesa como efecto colateral (ya que hipotéticamente serían los herederos más próximos tras la extinción de la Panaca de Sayri Tupac), que estaba retenido en esas épocas por la Corona. Por lo que, para los jueces del Virreinato del Perú, ni Túpac Amaru o Betancur, aún teniendo apoyo de los Incas del Cuzco o de los indios plebeyos, y aún si hipotéticamente pudieran haber demostrado su ascendencia, no habrían podido legitimarse como descendientes de Túpac Amaru ni recibir ese reconocimiento por parte del gobierno español con facilidad. Además, las autoridades judiciales del Virreinato del Perú, documentándose con el Archivo General de Indias, puede que se hayan dado cuenta de las inconsistencias en la genealogía y reclamos de ambas familias nobles, ya que los Betancur-Tupac Amarú habían logrado legitimarse en varias instancias gubernamentales con documentación falsificada (pues el soberano Túpac Amaru I del siglo XVI nunca tuvo un hijo llamado Juan Túpac Amaru, ni una hija llamada Juana Pilcohuaco, puesto que su descendencia quedó extinta y sería imposible que tuviera descendientes en el siglo XVIII), y la misma familia de José Gabriel Túpac Amaru se había legitimado con un árbol genealógico falso que partía del soberano Túpac Amaru I (cuando Juana Pilcohuaco, tatarabuela de José Gabriel, era en realidad hija de Titu Cusi Yupangui). Sería por eso que, hasta 1780, aún en la Real Audiencia de Lima seguían en proceso de investigación, sin emitir veredicto.Al final, el litigio quedó sin ganador, además que, por motivos políticos, era poco probable que la Corona le concediera tal título de gran peso histórico a alguien que no pudiesen supervisar o controlar. 
Pese a ello, son numerosos los historiadores del siglo XIX, XX y XXI que mencionan que José Gabriel Túpac Amaru reclamó el Marquesado de Santiago de Oropesa en 1776, otros en 1777, algunos señalando que no se lo concedieron, en tanto otro señalan que si, por lo que no es raro que en muchos textos y artículos aparezca o se le presente con el título de “Marqués de Oropesa”. El litigio por los derechos legales del mayorazgo de los incas ante la Corona Hispana entre la familia Betancourt Tupac Amaru sería de las controversias históricas más polémicas actualmente en la historiografía peruana y que genera muchas sensibilidades en el Cuzco. Hay denuncias de periódicos locales, como Diario El País del Cuzco, de que se ha hecho una campaña de distorsión histórica desde el Gobierno Revolucionario de la Fuerza Armada (en específico por el dictador Nacionalista de izquierda, Juan Velasco Alvarado) para construir en el Nacionalismo peruano un proyecto de identidad (a falta de gritos libertarios en la historia del Perú) con bases falsas, distorsionando los hechos para narrar el evento con sesgo a favor de los intereses de la Familia Condorcanqui para fundamentar la mitología fundacional de la República del Perú, denunciándose además que la familia Betancourt Tupac Amaru habría sido difamada, ocultada y tergiversado su rol en la historia por parte de los intereses del Estado Peruano.Algunas corrientes de revisionismo histórico apelan que, como nunca se presentó José Gabriel como “Marqués de Oropesa”, sino como “Rey Inca”, “Inca”, “Señor”, “Duque de la Superlativa” y “Gobernador”, es una posibilidad válida de que quizás no le interesó litigarlo, siendo los criollos y españoles quienes se dirigían a él como “Marqués de Alcañices”, “Duque” e incluso “Virrey”, así como apelar a los títulos de “Marqués de Alcañices”, “Marqués de Oropesa” y “Duque de Oropesa” para referirse a su hermano Diego Cristóbal Túpac Amaru y a su hijo Andrés Túpac Amaru. Pese a ello, la mayoría de historiadores asumen la existencia de aquel documento de litigio en algún momento de la disputa con los Betancur Túpac Amarú, y que es probable que el marquesado lo solicitó en 1776-1777, ya que ganar su litigio era importante para legitimarse como descendiente del soberano Túpac Amaru I, lo que era el primer requisito para fundamentarse y convencer ante el pueblo sus supuestos derechos para poder proclamarse "Inca-Rey del Perú" (que implicaba ser heredero de los derechos de los Marqueses de Oropesa), y entonces también legitimar su intento de revolución a nivel propagandístico y legal entre la sociedad virreinal.

### Rehabilitación
Algunos de los reclamantes al Marquesado de Oropesa estaban ligados a la nobleza española, como Don Antonio Francisco de Idiáquez y Garníca (cuyo linaje familiar era de los Duques de Granada de Ega), quien dejaría un memorial a sus descendientes para continuar con el reclamo del título. Una de sus descendientes, Doña María del Carmen Azlor de Aragón y Guillamas, VIII Duquesa de Granada de Ega, reclamará el título de Marquesa de Santiago de Oropesa, utilizando el memorial de su antepasado Don Antonio Francisco de Idiáquez. 
Esto fue posible ya que se dieron algunos cambios de legislación en España, influenciada por los diversos procesos históricos y sociales en Europa durante el siglo XIX, y por el que se haría posible que muchos españoles reclamen títulos nobiliarios que en el pasado habían pertenecido a linajes cuyos titulares radicaban en América (ya no habiendo algún motivo en la Corona para seguir reteniendo el título de Marqués de Oropesa, tras consumarse la Independencia del Perú).
Cómo La Casa "De Loyola Borja Inca" estaba extinta, la duquesa María del Carmen alegaría que sus antepasados eran parientes colaterales lejanos de los marqueses por la rama de la Casa "De Loyola", un linaje con el que antepasados de los Duques de Granada de Ega se habían emparentado desde el siglo XIV. Además la duquesa era la Señora de la Casa de Loyola y eso la ayudó. Es así que, por disposición del rey Juan Carlos I de España, se aceptó su alegato y por Real Decreto (publicado en la Gaceta de Madrid el 28 de enero de 1982), se rehabilitó el Marquesado de Santiago de Oropesa, otorgado a Doña María del Carmen Azlor de Aragón y Guillamas, pero sin incluirse en este el Señorío de Yucay, título que sigue aún en posesión de la Corona.
Posteriormente, en 1988, la corona expidió carta de sucesión a favor de Alfonso Martos Carrión. La nueva legislación nobiliaria de España otorgó un plazo de 40 años, en caso de que hubiera algún pariente o persona con mayores derechos que pudiera presentar alguna objeción o reclamo al título recientemente restaurado. Pero, debido a que el plazo se acabó en el 2022, el título de Marquesa de Santiago de Oropesa quedaría firmemente ligado a la descendencia de Doña María del Carmen Azlor de Aragón y Guillamas.

## Marqueses de Santiago de Oropesa

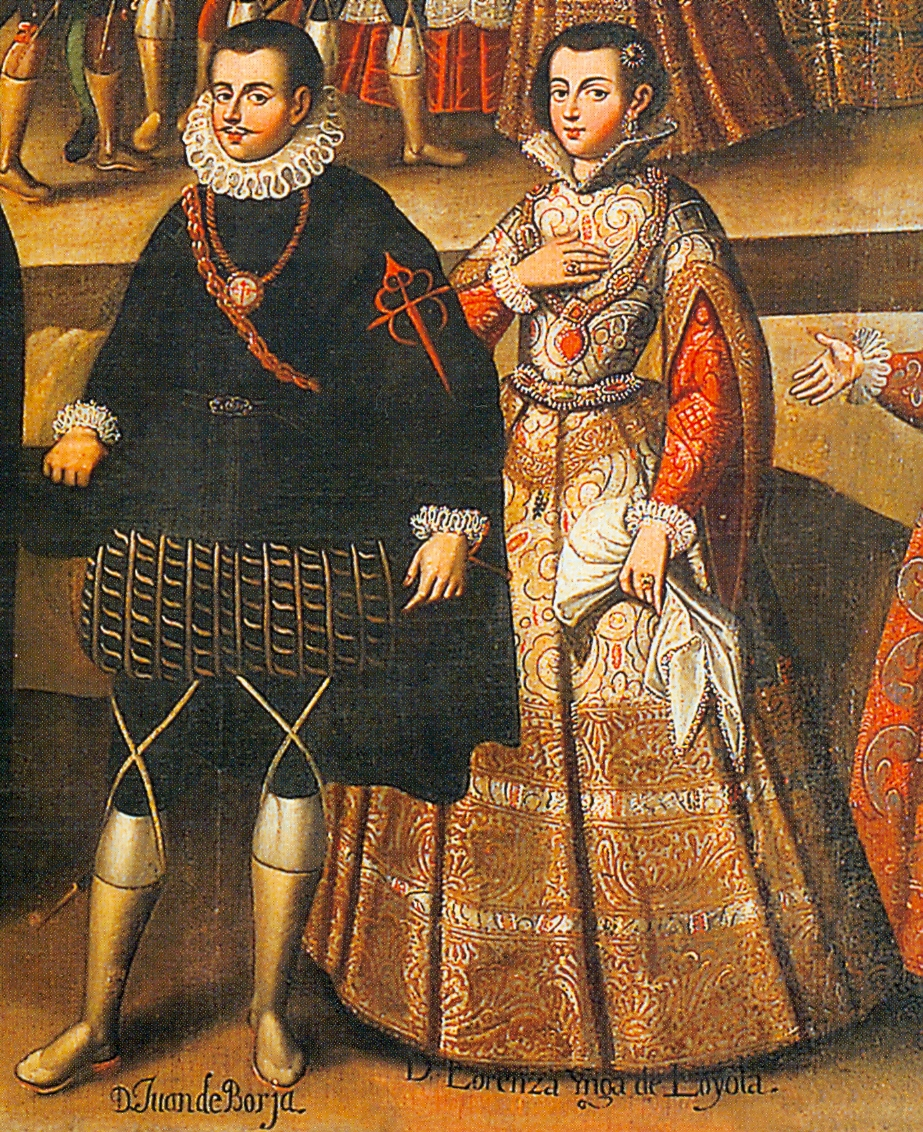
Pintura que representa a Ana María Lorenza de Loyola Coya y su esposo Juan Enríquez de Borja, primeros marqueses de Santiago de Oropesa.

1. Ana María Lorenza de Loyola y Coya, I marquesa de Santiago de Oropesa, Adelantada del valle de Yupanquí (1614) y señora de la Casa de Loyola, casada con Juan Enríquez de Borja, caballero de la Orden de Santiago (1594), capitán general de la Armada de Barlovento y consejero de Guerra de Felipe IV de España, hijo segundo de Álvaro de Borja y Aragón, hijo de los IV duques de Gandía, y de Elvira Enríquez de Almansa, V marquesa de Alcañices. Sucedió su hijo:
2. Juan Enríquez de Borja y Almansa (1619-1675), II marqués de Santiago de Oropesa, VIII marqués de Alcañices, señor de la Casa de Loyola. Casado en primeras nupcias con Ana de la Cueva y Enríquez, hija de Francisco Fernández de la Cueva, VII duque de Alburquerque, con sucesión; casado en segundas nupcias con Ana de Velasco y Tovar, hija de Bernardino Fernández de Velasco, VI duque de Frías, de quien tuvo una hija que le sucedió:
3. Teresa Enríquez de Velasco (m. 1713), III marquesa de Santiago de Oropesa, IX marquesa de Alcañices, señora de la Casa de Loyola, que casó con Luis Enríquez de Cabrera y Álvarez de Toledo, VIII duque de Medina de Rioseco, de quien tuvo un hijo que le sucedió.
4. Pascual Enríquez de Cabrera y Almansa (m. 1736), IV marqués de Santiago de Oropesa, X marqués de Alcañices, IX duque de Medina de Rioseco, XII Almirante de Castilla, XIII conde de Melgar y XIII de Rueda, casado con María Josefa Pacheco y Rojas, hija de Juan Francisco Pacheco y Téllez-Girón, III conde de la Puebla de Montalbán y de María de Sandoval y Girón, IV duquesa de Uceda; sin sucesión, heredó su hermana:
5. María de la Almudena Enríquez de Cabrera y Almansa, V marquesa de Santiago de Oropesa, XI marquesa de Alcañices. A falta de herederos, la sucesión fue por rehabilitación, pues el título quedaría retenido por la Corona España desde 1741 a 1982
6. María del Carmen Azlor de Aragón y Guillamas, VI marquesa de Santiago de Oropesa, VIII duquesa de Granada de Ega, casada con Alfonso Martos y Zabálburu, VII marqués de Casa Tilly y VIII de Iturbieta, hijo de Alfonso Martos y Arizcúm, VI marqués de Casa Tilly y VII de Iturbieta, IV conde de Heredia Spínola. Sucedió su hijo:
7. José Luis Martos y Azlor de Aragón, VII marqués de Oropesa.
8. Alfonso Martos Carrión y Azlor de Aragón, VIII marqués de Oropesa, actual titular.